# Charlotte Armstrong
Charlotte Armstrong, född 2 maj 1905 i Vulcan, Michigan, död den 18 juli 1969 i Glendale, Kalifornien, var en amerikansk författare av detektivromaner och rysare. Hon har också skrivit många prisbelönta noveller, som publicerats i Ellery Queens Mystery Magazine. De bästa av hennes noveller har samlats i "The albatross" som utkom 1958.

## Böcker översatta till svenska
- 1946 - Icke misstänkt (The unsuspected)
- 1947 - Dörren till avgrunden (The case of the Weird sisters)
- 1949 - Mord efter schema, även som Allt eller intet 1955 (The chocolate cobweb)
- 1951 - Vad händer på rum 807? (Mischief)
- 1952 - Svartögd främling (The black-eyed stranger)
- 1956 - Tiden är ute (The better to eat you: murder's nest)
- 1957 - Tredje gången gillt (Lay on Mac Duff)
- 1959 - Falla för frestelsen (Catch-as-catch-can)
- 1974 - Presentbutiken (The giftshop)
- 1977 - Hemligheten (The girl with a secret)
- 1977 - Tornrummet (The turret room)
- 1979 - Häxans hus (The witch's house)

## Priser
1957 tilldelades hon Edgarpriset för "A dram of poison" (ej översatt till svenska).

## Filmatiseringar
- 1947 Icke misstänkt, svartvit film regisserad av Michael Curtiz med bland andra Claude Rains
- 1948 The Three Weird Sisters, svartvit film regisserad av Daniel Birt
- 1952 Talk About a Stranger, svartvit film regisserad av David Bradley, byggd på novellen "The enemy"
- 1952 Drama på hotell (Don't Bother to Knock), svartvit film regisserad av Roy Ward Baker med bland andra Richard Widmark, Marilyn Monroe och Anne Bancroft, byggd på romanen "Vad händer på rum 807?"
- 1970 Brytningen (La Rupture), färgfilm regisserad av Claude Chabrol med bland andra Stéphane Audran, byggd på romanen "The balloon man"
- 1991 The Sitter, TV-film regisserad av Rick Berger, en re-make av "Drama på hotell"
- 2000 Sängfösaren (Merci pour le chocolate), färgfilm regisserad av Claude Chabrol med bland andra Isabelle Huppert och Jacques Dutronc, byggd på romanen "The chocolate cobweb"